# Cueva Hongya

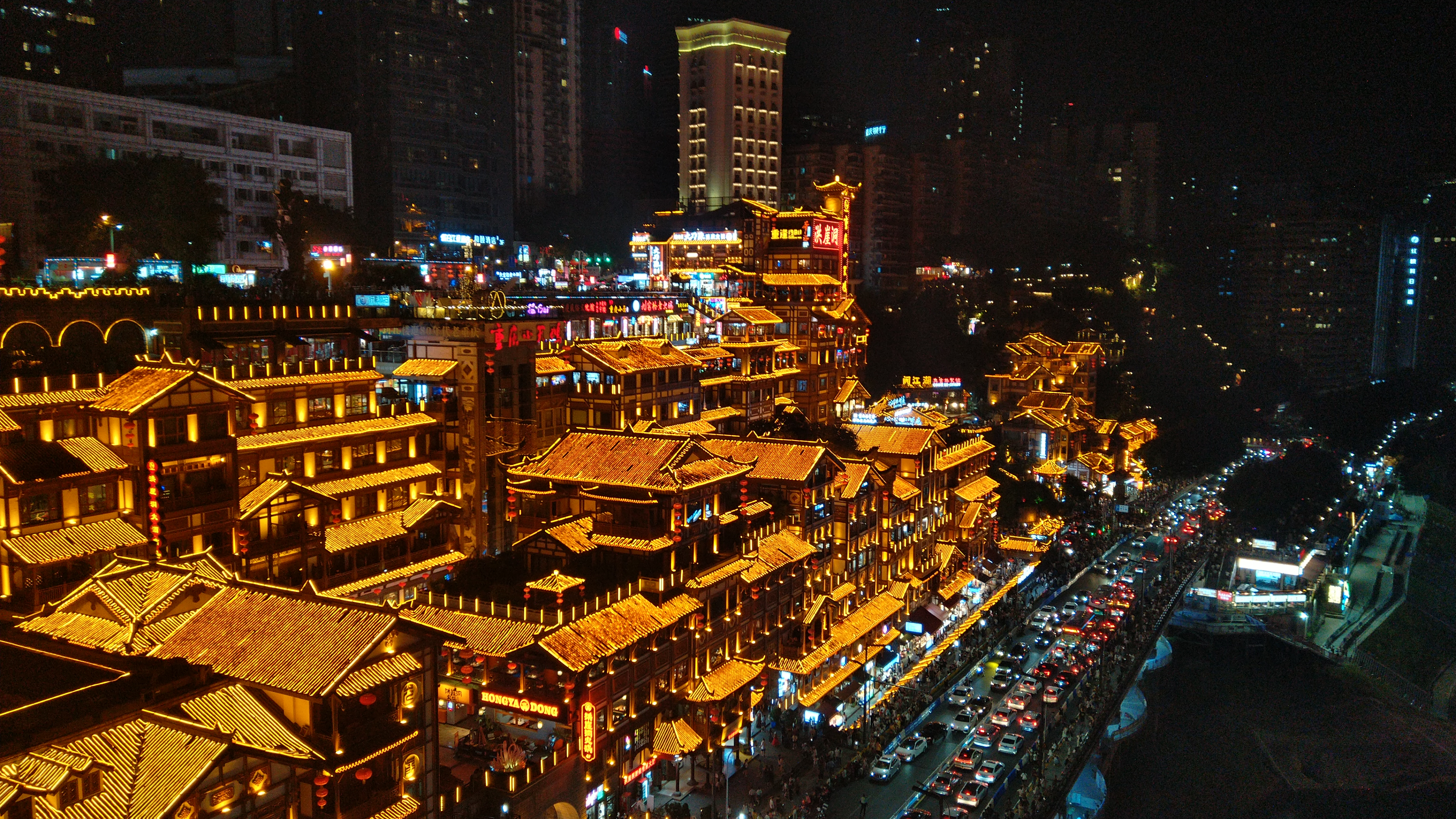
La Cueva Hongya de noche vista desde el puente Qiansimen

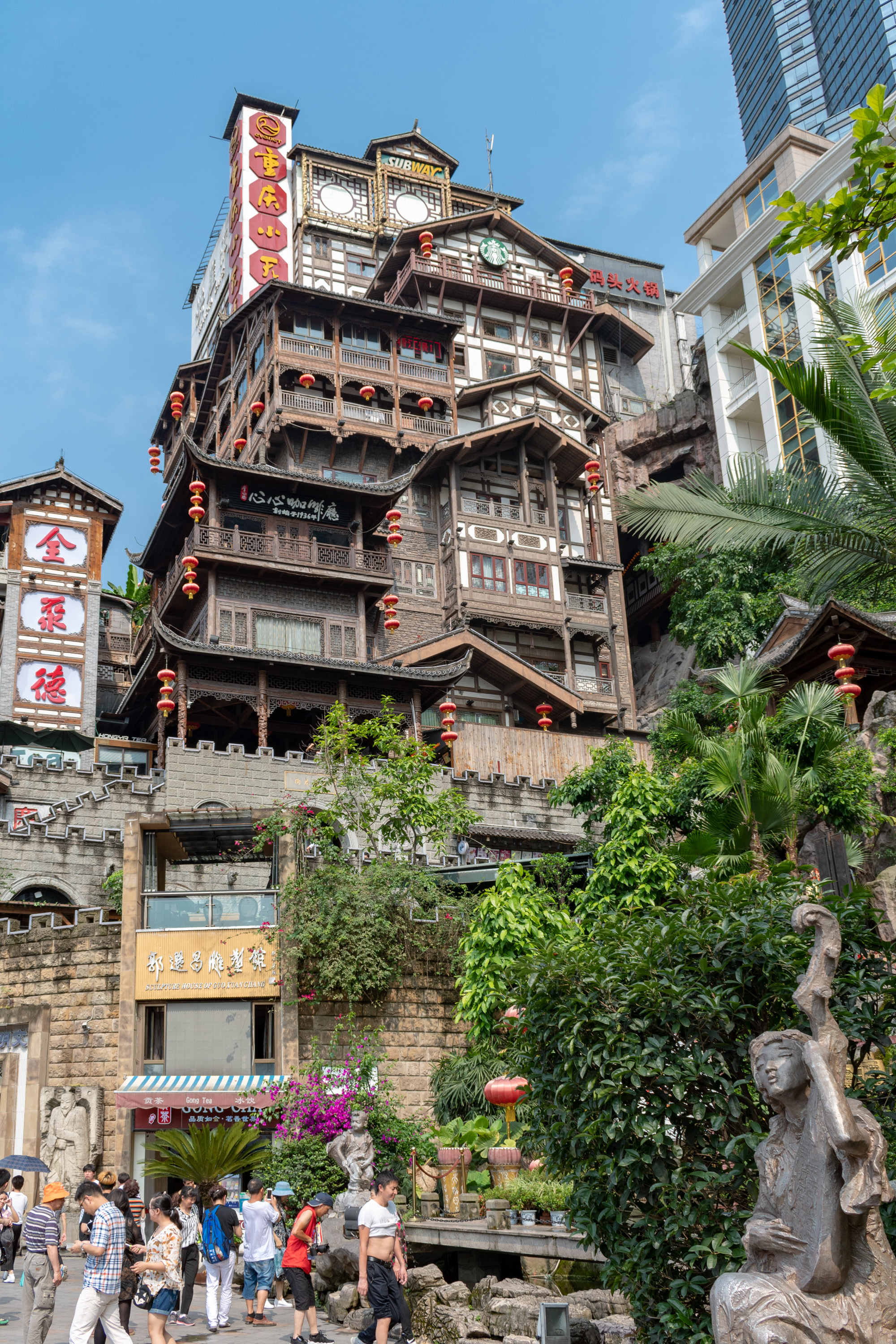
Cueva Hongya imita las casas del estilo tradicional "bayu" (de Chongqing)

Cueva Hongya, conocida en chino como Hongya Dong (洪崖洞, pinyin, hóngyá dòng, literalmente «cueva del barranco inundado»), es un complejo de edificios construidos sobre pilotes en la ciudad de Chongqing, China. El complejo cuenta con once pisos y es una de las atracciones turísticas más populares de la ciudad. Se encuentra ubicado en la ladera de un barranco a lo largo de la orilla sur del río Jialing.
Dentro del complejo hay una gran variedad de tiendas y hoteles. El cuarto piso cuenta con un mercado de alimentos y se destaca por la venta de especias, particularmente salsa mala, una especialidad de la ciudad. En el último piso se encuentra una plataforma de observación desde donde se puede observar el río. Su apariencia ha sido comparada con la del prominente edificio de la película animada japonesa El viaje de Chihiro.

## Historia
Se cree que el complejo funcionó como una fortaleza desde la época del antiguo estado de Ba (1046 a. C.-256 a. C.) hasta el final de la dinastía Qing. Su historia se remonta a la Puerta Hongyang, que data del siglo XIV durante la dinastía Ming temprana. En el lugar habían casas sobre pilotes que estuvieron pobladas hasta 1949, cuando la industria naviera decayó y la mayoría se fueron deteriorando hasta que el gobierno las derribó en 2005. Posteriormente, se reconstruyeron siguiendo un nuevo estilo. La construcción del nuevo complejo junto con la preservación comenzó en 2006 y estuvo dirigida por la Shenzhen Huazhu Architectural & Engineering Design.